# Легенды завтрашнего дня
«Леге́нды за́втрашнего дня» (англ. DC's Legends of Tomorrow) — американский телесериал, созданный Грегом Берланти, Эндрю Крайсбергом, Марком Гуггенхаймом, Филом Клеммером и Сарой Шечтер. Телесериал транслируется на канале The CW. Также телесериал является спин-оффом телесериалов «Стрела» и «Флэш» и его события происходят в той же вымышленной вселенной.
Премьера сериала состоялась 21 января 2016 года. 11 марта 2016 года сериал был продлён на второй сезон. 8 января 2017 года сериал продлили на третий сезон. 2 апреля 2018 года сериал был продлён на четвёртый сезон. 1 февраля 2019 года сериал был продлён на пятый сезон. 7 января 2020 года сериал был продлён на шестой сезон. 3 февраля 2021 года сериал был продлен на седьмой сезон. Премьера шестого сезона состоялась 2 мая 2021 года на CW.
Премьера седьмого сезона состоялась 13 октября 2021 года. 29 апреля 2022 года канал закрыл телесериал после семи сезонов. Создателями была запущена "SaveLegendsOfTomorrow" чтобы продолжить сериал 8 сезоном, скорее всего последним, поскольку 7 сезон по сути является незавершенным из-за открытого финала.

## Синопсис
В будущем бессмертный злодей Вандал Сэвидж (Каспер Крамп) захватил весь мир и убил семью Повелителя времени Рипа Хантера (Артур Дарвилл). В стремлении предотвратить это Рип набирает себе в команду Рэя Палмера / Атома (Брэндон Раут), Сару Лэнс / Белую Канарейку (Кейти Лотц), Мартина Штайна (Виктор Гарбер) и Джефферсона «Джекса» Джексона (Франц Драмех), объединяющихся в Огненного шторма, Кендру Сандерс / Орлицу (Сиара Рене), Картера Холла / Человека-ястреба (Фальк Хенчель), Леонарда Снарта / Капитана Холода (Уэнтуорт Миллер) и Мика Рори / Тепловую Волну (Доминик Перселл).

## Актеры и персонажи
= Главная роль в сезоне
     = Второстепенная роль в сезоне
     = Гостевая роль в сезоне
     = Не появляется

### Главные роли
| Виктор Гарбер           | Профессор Мартин Штайн / Огненный шторм         | 16 | 17 | 8  |    |    |    | 1  | 41  |
| Брэндон Раут            | Рэй Палмер / Атом                               | 16 | 17 | 18 | 16 | 8  |    | 1  | 76  |
| Артур Дарвилл           | Рип Хантер                                      | 16 | 12 | 6  |    |    |    | 1  | 35  |
| Кейти Лотц              | Сара Лэнс / Белая Канарейка                     | 16 | 17 | 18 | 16 | 15 | 14 | 13 | 109 |
| Франц Драмех            | Джефферсон Джексон / Огненный Шторм             | 16 | 17 | 10 |    |    |    | 1  | 44  |
| Сиара Рене              | Кендра Сандерс / Орлица                         | 16 |    |    |    |    |    |    | 16  |
| Фальк Хенчель           | Картер Холл / Человек-ястреб                    | 8  |    |    |    |    |    | 1  | 9   |
| Эми Льюис Пембертон     | Гидеон                                          | 16 | 17 | 18 | 16 | 13 | 14 | 13 | 107 |
| Доминик Пёрселл         | Мик Рори / Тепловая Волна / Хронос              | 16 | 17 | 18 | 16 | 15 | 14 |    | 96  |
| Уэнтуорт Миллер         | Леонард Снарт / Капитан Холод (Земля-1)         | 16 | 4  |    |    |    |    | 1  | 21  |
| Уэнтуорт Миллер         | Леонард «Лео» Снарт / Гражданин Холод (Земля-X) |    |    | 3  |    |    |    |    | 3   |
| Мэтт Летчер             | Эобард Тоун / Обратный Флэш                     |    | 12 |    |    |    |    | 2  | 14  |
| Мэйси Ричардсон-Селлерс | Амая Дживи / Виксен                             |    | 17 | 18 |    |    |    |    | 35  |
| Мэйси Ричардсон-Селлерс | Чарли / Перевёртыш / Клото                      |    |    |    | 14 | 13 |    |    | 27  |
| Ник Зано                | Нэйт Хейвуд / Сталь                             |    | 17 | 18 | 15 | 15 | 15 | 13 | 93  |
| Кинан Лонсдейл          | Уолли Уэст / Кид Флэш                           |    |    | 9  |    |    |    |    | 9   |
| Тала Эши                | Зари Адрианна Томаз / Исида                     |    |    | 16 | 16 | 7  | 5  | 7  | 51  |
| Тала Эши                | Зари Тарази                                     |    |    |    |    | 13 | 13 | 13 | 39  |
| Джес Макаллан           | Ава Шарп                                        |    |    | 13 | 14 | 15 | 15 | 13 | 70  |
| Кортни Форд             | Нора Дарк / Фея Крёстная                        |    |    | 9  | 11 | 7  |    | 1  | 28  |
| Мэтт Райан              | Джон Константин                                 |    |    | 4  | 16 | 14 | 13 |    | 47  |
| Мэтт Райан              | доктор Гвин Дэйвис                              |    |    |    |    |    |    | 9  | 9   |
| Рамона Янг              | Мона Ву / Волчонок                              |    |    |    | 13 | 4  |    |    | 17  |
| Оливия Суонн            | Астра Лог                                       |    |    |    | 2  | 10 | 12 | 13 | 37  |
| Ламоника Гарретт        | Мар Нову / Монитор                              |    |    |    | 1  | 1  |    |    | 2   |
| Адам Чекман             | агент Гэри Грин                                 |    |    | 9  | 13 | 11 | 13 | 13 | 59  |
| Шаян Собхиан            | Бехрад Тарази                                   |    |    |    | 1  | 10 | 13 | 13 | 37  |
| Лиссет Чавез            | Эсперанза «Спунер» Круз                         |    |    |    |    |    | 15 | 13 | 28  |
| Всего эпизодов          | Всего эпизодов                                  | 16 | 17 | 18 | 16 | 15 | 15 | 13 | 110 |

### Второстепенные персонажи
| Каспер Крамп         | Вандал Сэвидж                              | 11 |    |    | 1  |    |    |    | 12  |
| Мартин Донован       | Зейман Дрюс                                | 4  |    |    |    |    |    |    | 4   |
| Алекс Дункан         | Миранда Кобурн                             | 4  |    | 1  |    |    |    |    | 5   |
| Нил Макдонаф         | Дэмиен Дарк                                | 1  | 9  | 10 |    | 1  |    |    | 21  |
| Сара Грей            | Кортни Уитмор/Старгёрл/Мерлин              |    | 5  |    |    |    |    |    | 5   |
| Мэтью МакКолл        | Генри Хейвуд-старший/Командир Сталь        |    | 6  | 1  | 1  |    |    |    | 8   |
| Джон Барроумэн       | Малкольм Мерлин/Тёмный лучник/Ра’с аль Гул |    | 6  |    |    |    |    |    | 6   |
| Кристина Брукато     | Лили Штайн                                 |    | 4  | 4  |    |    |    |    | 8   |
| Хиро Канагава        | директор Беннетт                           |    |    | 4  |    |    |    |    | 4   |
| Трейси Ифигор        | Куаса                                      |    |    | 8  |    |    |    |    | 8   |
| Томас Фрэнсис Уилсон | Генри «Хэнк» Хейвуд-младший                |    |    |    | 9  |    |    |    | 9   |
| Кристиан Кийес       | Дезмонд / Нерон                            |    |    |    | 8  |    |    |    | 8   |
| Сьюзэн Хоган         | Дороти Хейвуд                              |    |    |    | 4  |    |    |    | 4   |
| Дариен Мартин        | Конане / Эль Лобо                          |    |    |    | 5  |    |    |    | 5   |
| Джейн Карр           | Табита / Фея Крёстная                      |    |    |    | 5  |    |    |    | 5   |
| Сара Стрейндж        | Лахесис                                    |    |    |    |    | 7  |    |    | 7   |
| Лиза Мари Дигиачинто | Али                                        |    |    |    |    | 4  |    |    | 4   |
| Мина Сандуолл        | Лита                                       |    |    |    |    | 6  | 2  |    | 8   |
| Джоэнна Вандерхам    | Атропос                                    |    |    |    |    | 5  |    |    | 5   |
| Алийа О'Брайен       | Кэйла                                      |    |    |    |    |    | 6  |    | 6   |
| Раффи Барсумян       | Бишоп                                      |    |    |    |    |    | 7  | 4  | 11  |
| Джакомо Бессато      | Джон Эдгар Гувер / Гувер-бот               |    |    |    |    |    |    | 5  | 5   |
| Всего эпизодов       | Всего эпизодов                             | 16 | 17 | 18 | 16 | 15 | 15 | 13 | 110 |

## Производство

### Идеи
В январе 2015 года Грег Берланти отметил, что были «очень ранние» предварительные переговоры о спин-оффе, сосредоточенном на приключениях Рэя Палмера / Атома (Брэндон Раут). В феврале 2015 года сообщалось, что канал The CW обсуждал идею телесериала-спин-оффа «Флэша» и «Стрелы», который рассказал бы о приключения команды супергероев и который мог бы выйти в перерыве между полусезонами 2015—2016 гг. Берланти и Крайсберг, вместе с Гуггенхаймом и Сарой Шечтер, должны были выступить в качестве исполнительных продюсеров нового телесериала. Этот сериал должен был рассказать о некоторых персонажах, встречающихся как в телесериале «Флэш», так и в телесериале «Стрела»: Леонард Снарт (Уэнтуорт Миллер), доктор Мартин Штайн (Виктор Гарбер), Тепловая Волна (Доминик Пурселл) и Рэй Палмер (Брэндон Раут). По заявлениям создателей в телесериале должна принять участие актриса Кейти Лотц, сыгравшая в телесериале «Стрела» роль Сары Лэнс / Канарейки. Так как её персонаж на тот момент был уже мёртв, а создатели телесериала не уточняли, в какой роли актриса вновь появится в телевизионной вселенной DC канала The CW, до некоторых пор были неизвестны обстоятельства её участия в проекте. В официальном трейлере «Легенд завтрашнего дня» видно, что Сара воскрешена воздействием Ямы Лазаря. В трейлере она названа Белой Канарейкой, известной фанатам комиксов как один из врагов супергероини Чёрной Канарейки. Также потенциально в новом сериале могут появиться и другие персонажи «Стрелы» и «Флэша», а кроме того три новых «знаковых персонажа комиксов DC», которые ещё не были введены в телевизионную вселенную DC канала The CW. Кроме того, создатели отметили, что Робби Амелл, исполнитель роли Ронни Рэймонда, не был указан в списке актёров по особой причине.
В марте 2015 года Стивен Амелл, исполнитель роли Оливера Куина / Стрелы, подтвердил, что данный сериал выйдет в сезоне 2015—2016 гг. между полусезонами «Флэша». Крайсберг добавил, что в конце третьего сезона «Стрелы» будет рассмотрена возможность возвращения Кейти Лотц во вселенную телесериала, так как её персонаж на тот момент всё ещё был мертв. Рассказывая об основных целях сериала, Берланти отметил, что телесериал будет снят в духе кроссоверов, которые уже встречались в телесериалах «Флэш» и «Стрела», а также что они сосредоточатся на постоянных отсылках к тому, что главный антагонист будет отличаться от любого, которого показывали раньше. Также Доминик Перселл подтвердил, что вернётся к роли Тепловой Волны в новом телесериале, а Блэйк Нили согласился принять участие в проекте в качестве композитора. В конце месяца Артур Дарвилл был утверждён на роль Рипа Хантера, одного из тех самых новых «знаковых для комиксов DC» персонажей, в то время как Сиара Рене вошла в актёрский состав телесериала в качестве ещё одного знакового персонажа комиксов DC, Кендры Сандерс / Орлицы. В апреле 2015 года на страницах журнала Variety появилась статья, в которой телесериал был отмечен под названием «Легенды завтрашнего дня», хотя официально название не было озвучено ни одним из создателей. В том же месяце Франц Драмех был утверждён на роль Джея Джексона.
В мае 2015 года актёр Виктор Гарбер, который вновь сыграет роль профессора Мартина Штайна, отметил, что руководство канала The CW было впечатлено тем материалом, который им предоставили создатели телесериала, и сразу дало добро на производство. 7 мая 2015 года новый телесериал официально получил новое имя — «Легенды завтрашнего дня DC», или, для краткости, «Легенды завтрашнего дня». В том же месяце руководство канала подтвердило, что Кейти Лотц вернётся к роли Сары Лэнс, но уже под именем Белой Канарейки, а также открыло имя главного антагониста — Вандал Сэвидж. В июне 2015 года стало известно, что главным шоураннером, а также ещё одним исполнительным продюсером станет Фил Клеммер. В том же месяце было объявлено, что Грант Гастин появится в сериале в качестве Барри Аллена/Флэша. В августе 2015 года к актёрскому составу присоединился Каспер Крамп, получивший роль главного антагониста, Вандала Сэвиджа.
11 марта 2016 года «Легенды завтрашнего дня» были продлены на второй сезон, премьера которого состоялась в октябре 2016 года. Продюсеры рассмотрели варианты пополнения команды Легенд новыми членами, в частности Коннора Хоука (Джозеф Дэвид-Джонс) и Виксен (Мегалин Эчиканвоке). Клеммер раскрыл, что сценарист «Стрелы» Кето Шимидзу и сценарист «Флэша» Грейнн Годфри работают над тем, чтобы Легенды «наши истории шли в ногу» с другими сериалами. Клеммер также отметил проблемы с созданием кроссоверов, так как Амелл и Гастин дни напролёт заняты в съёмках собственных шоу. Что касается вселенной Стрелы, Клеммер раскрыл, что смерть Лорел Лэнс «во втором сезоне вызовет резонанс… начиная с чего-то, что произойдёт в „Стреле“, оно может создать рябь, которая дойдёт до нашего шоу огромной волной. Это перепишет ДНК всего сериала». Первоначально второй сезон должен был состоять из 13 эпизодов, но в ноябре 2016 года канал заказал ещё четыре, доведя общее количество серий до 17.
В апреле 2016 года Клеммер сказал следующее: «Мы взглянем на шоу совсем с другой точки зрения. Мы полны решимости сделать каждую часть второго сезона подобной её собственному шоу. [Первый эпизод сезона два] практически станет новым пилотом с новыми хорошими парнями, новыми плохими ребятами, новыми ставками, новой динамикой и новыми целями. Команда должна будет прежде всего найти новую цель. Как только вы спасаете мир, что вы тогда делаете?… То, что мир был в опасности, принуждает нашу команду действовать дисфункционально. В сезоне два за ними уже не охотятся Мастера времени. Они уже не обременены спасением мира. Это больше не будет во имя спасения Миранды и Джонаса. Что интересно в сезоне два, так это то, что он будет иметь различные оттенки, персонажи будут иметь различные цели. У них на самом деле будут совершенно разные мотивации. Будут новые лица, и всё будет новым». Сезон также покажет Общество справедливости Америки, состоящее из Часовщика, Виксен, Командира Стали, Обсидиана, Старгёрл и Доктора Мид-Найта. Кроме того, в нём появится собственная версия Легиона смерти, в которую войдут Обратный Флэш, Дэмиан Дарк, Малкольм Мерлин и Капитан Холод.

### Съёмки
В мае 2015 года Гарбер раскрыл, что съёмки стартуют в августе 2015 года, а премьера назначена на январь 2016 года. Краткую апфронт-презентацию для канала снял постоянный режиссёр «Флэша» и «Стрелы» Дермотт Даунс. Съёмки пилотного эпизода начались 9 сентября 2016 года в Ванкувере (Британская Колумбия). Режиссёр и продюсер Глен Уинтер обсудил съёмочный процесс в своём интервью с Comic Book Resources: «Новым в „Легендах завтрашнего дня“ стало то, что в них не было главного [героя]. Было только семь или восемь ведущих актёров. И это больше всего пугало меня. Я больше беспокоился не об экшне или атмосфере, а по поводу пререканий этих лиц и выяснений того, как они могут сотрудничать. Или того, как день за днём снимать сцены в „Волнолёте“». Использованию павильона звукозаписи он отдал предпочтение съёмкам на открытой местности: «Типичной ситуацией для пилота являются съёмки на открытой местности. Ты не можешь знать, пойдёт ли шоу в эфир, поэтому тебе дают небольшой бюджет и всё заканчивается тем, что большую часть материала ты снимаешь на открытой местности. Единственной декорацией стал „Волнолёт“. Но мы знали, что шоу пройдёт, поэтому у нас необычный пилот. Все средства практически целиком уходили на „Волнолёт“. Это повторялось от серии к серии. По-моему, они не были склонны строить декорации. На мой взгляд, они предпочитали подстраивать местность под свои нужды, ведь имели место путешествия во времени и было много эпох, для которых нужны были декорации».

## Эпизоды
| Сезон | Сезон | Эпизоды | Оригинальная дата выхода | Оригинальная дата выхода | Рейтинг Нильсена | Рейтинг Нильсена   |
| Сезон | Сезон | Эпизоды | Премьера сезона          | Финал сезона             | Ранк             | Зрители (миллионы) |
| ----- | ----- | ------- | ------------------------ | ------------------------ | ---------------- | ------------------ |
|       | 1     | 16      | 21 января 2016           | 19 мая 2016              | 135              | 3,16               |
|       | 2     | 17      | 13 октября 2016          | 4 апреля 2017            | 141              | 2,57               |
|       | 3     | 18      | 10 октября 2017          | 9 апреля 2018            | 170              | 2,24               |
|       | 4     | 16      | 22 октября 2018          | 20 мая 2019              | 178              | 1.49               |
|       | 5     | 15      | 14 января 2020           | 2 июня 2020              | 122              | 1.35               |
|       | 6     | 15      | 02 мая 2021              | 5 сентября 2021          | TBA              | TBA                |
|       | 7     | 13      | 13 октября 2021          | 2 марта 2022             | TBA              | TBA                |

## Отзывы

### Критика
Пилотная серия была тепло встречена критиками, заметившими потенциал сериала. Расс Берлингейм из ComicBook.com положительно отозвался о ней: «Сериал начался с острого, приятного эпизода; это возможно самый захватывающий и интересный проект из всего современного урожая супергероики» . Джесси Шедин, пишущий для IGN, поставил первой части 7,7/10, похвалив «эпический размах шоу», «увлекательную динамику персонажей» и актёрскую игру Артура Дарвилла; второй части он поставил 8,4/10, отметив «улучшение за счёт большей динамики персонажей и супергеройского экшна».
Тем не менее сайт Rotten Tomatoes дал первому сезону лишь 58 % «свежести» со средним рейтингом 6/10 на основе 36 обзоров. Консенсус гласил: «Необычные спецэффекты, ностальгия по комиксам и великолепный актёрский состав позволяет ему держаться на плаву, но „Легенды завтрашнего дня“ страдают от чрезмерно большого количества персонажей, в результате чего ветер недостаточно наполняет паруса». Сайт Metacritic, использующий среднюю оценку, поставил сезону 58 баллов из 100 на основе 22 обзоров, что указывает на «смешанные или средние отзывы».
Rotten Tomatoes дал второму сезону 70 % одобрения со средним рейтингом 6,1/10 на основе 10 обзоров. Консенсус выглядит следующим образом: «Хотя сюжет по-прежнему остаётся амбициозным, после избавления от лишних персонажей „Легенды завтрашнего дня“ выделяются более свободной творческой атмосферой».

### Рейтинги
| Сезон | Таймслот (EST)                           | Эпизодов | Премьера             | Премьера             | Финал              | Финал                | ТВ-сезон | Ранг | В среднем зрителей (миллионов) | В среднем (18–49) |
| Сезон | Таймслот (EST)                           | Эпизодов | Дата                 | Зрителей (миллионов) | Дата               | Зрителей (миллионов) | ТВ-сезон | Ранг | В среднем зрителей (миллионов) | В среднем (18–49) |
| ----- | ---------------------------------------- | -------- | -------------------- | -------------------- | ------------------ | -------------------- | -------- | ---- | ------------------------------ | ----------------- |
| 1     | Четверг 20:00                            | 16       | 21 января 2016 года  | 3.21                 | 19 мая 2016 года   | 1.85                 | 2015–16  | 135  | 3.16                           | 1.2               |
| 2     | Четверг 20:00 (1-8) Вторник 21:00 (9-17) | 17       | 13 октября 2016 года | 1.82                 | 28 марта 2017 года | TBD                  | 2016-17  | TBD  | TBD                            | TBD               |

#### 1 сезон
| №  | Серия                   | Премьера             | Рейтинг (18-49) | Зрителей (миллионов) | DVR (18-49) | Зрителей DVR (миллионов) | Всего (18-49) | Всего зрителей (миллионов) |
| -- | ----------------------- | -------------------- | --------------- | -------------------- | ----------- | ------------------------ | ------------- | -------------------------- |
| 1  | Пилотная серия. Часть 1 | 21 января 2016 года  | 1.2/4           | 3.21                 | 0.9         | 2.03                     | 2.1           | 5.24                       |
| 2  | Пилотная серия. Часть 2 | 28 января 2016 года  | 1.1/3           | 2.89                 | 0.8         | 1.64                     | 1.9           | 4.54                       |
| 3  | Кровные узы             | 4 февраля 2016 года  | 0.9/3           | 2.32                 | 0.7         | 1.63                     | 1.6           | 3.95                       |
| 4  | Белые рыцари            | 11 февраля 2016 года | 0.9/3           | 2.39                 | 0.6         | 1.40                     | 1.5           | 3.80                       |
| 5  | Безотказный             | 18 февраля 2016 года | 0.8/3           | 2.25                 | 0.7         | 1.47                     | 1.5           | 3.71                       |
| 6  | Стар-сити, год 2046     | 25 февраля 2016 года | 0.9/3           | 2.47                 | 0.7         | 1.41                     | 1.6           | 3.88                       |
| 7  | Отрезанный от мира      | 3 марта 2016 года    | 0.9/3           | 2.28                 | TBA         | 1.32                     | TBA           | 3.60                       |
| 8  | Ночь Ястреба            | 10 марта 2016 года   | 0.7/2           | 2.01                 | 0.6         | 1.21                     | 1.3           | 3.23                       |
| 9  | Оставленное позади      | 31 марта 2016 года   | 0.7/2           | 1.97                 | 0.5         | 1.17                     | 1.2           | 3.14                       |
| 10 | Потомство               | 7 апреля 2016 года   | 0.7/3           | 1.88                 | 0.6         | 1.23                     | 1.3           | 3.23                       |
| 11 | Великолепная восьмерка  | 14 апреля 2016 года  | 0.7/3           | 1.98                 | 0.5         | 1.19                     | 1.2           | 3.19                       |
| 12 | Последнее пристанище    | 21 апреля 2016 года  | 0.6/2           | 1.78                 | 0.6         | 1.22                     | 1.2           | 3.00                       |
| 13 | Левиафан                | 28 апреля 2016 года  | 0.7/2           | 1.86                 | 0.6         | 1.33                     | 1.3           | 3.19                       |
| 14 | Река времени            | 5 мая 2016 года      | 0.6/2           | 1.63                 | 0.5         | 1.15                     | 1.1           | 2.78                       |
| 15 | Судьба                  | 12 мая 2016 года     | 0.7/3           | 1.89                 | 0.5         | 1.18                     | 1.2           | 3.08                       |
| 16 | Легендарные             | 19 мая 2016 года     | 0.7/3           | 1.85                 | 0.5         | 1.28                     | 1.2           | 3.13                       |

#### 2 сезон
| № | Серия                           | Премьера             | Рейтинг (18-49) | Зрителей (миллионов) | DVR (18-49) | Зрителей DVR (миллионов) | Всего (18-49) | Всего зрителей (миллионов) |
| - | ------------------------------- | -------------------- | --------------- | -------------------- | ----------- | ------------------------ | ------------- | -------------------------- |
| 1 | Вне времени                     | 13 октября 2016 года | 0.6/2           | 1.82                 | 0.6         | 1.19                     | 1.2           | 3.01                       |
| 2 | Общество Справедливости Америки | 20 октября 2016 года | 0.7/2           | 1.80                 | TBA         | 1.03                     | TBA           | 2.83                       |
| 3 | Сёгун                           | 27 октября 2016 года | 0.6/2           | 1.75                 | 0.4         | 0.96                     | 1.0           | 2.71                       |
| 4 | Отвратности                     | 3 ноября 2016 года   | 0.6/2           | 1.75                 | 0.4         | 0.99                     | 1.0           | 2.74                       |
| 5 | Компромисс                      | 10 ноября 2016 года  | 0.6/2           | 1.77                 | 0.4         | 0.98                     | 1.0           | 2.75                       |
| 6 | Страна беззакония               | 17 ноября 2016 года  | 0.6/2           | 1.85                 | 0.5         | TBA                      | 1.1           | TBA                        |
| 7 | Вторжение!                      | 1 декабря 2016 года  | 1.2/4           | 3.39                 | TBA         | TBA                      | TBA           | TBA                        |
| 8 | Дорога на Чикаго                | 8 декабря 2016 года  | TBA             | TBA                  | TBA         | TBA                      | TBA           | TBA                        |

## Показ
Сериал стартовал 21 января 2016 года с выходом первого эпизода. Всего для первого сезона было заказано 16 эпизодов. Первоначально первый показ должен был состояться 20 января 2016 года на одном из австралийских каналов, но позднее австралийскую премьеру перенесли на 22 января 2016 года. Также сериал транслировался по британскому каналу Sky1 начиная с 1 марта 2016 года.

## Награды и номинации
| Год  | Премия          | Номинация                                          | Номинанты                 | Результат | Примечания |
| ---- | --------------- | -------------------------------------------------- | ------------------------- | --------- | ---------- |
| 2016 | Премия Сатурн   | Лучшая ТВ-адаптация на супергеройскую тематику     | «Легенды завтрашнего дня» | Номинация | [ 104 ]    |
| 2016 | The Joey Awards | Юный актёр на ТВ. 6-10 лет                         | Глен Гордон               | Победа    | [ 105 ]    |
| 2016 | The Joey Awards | Юный актёр в ТВ-боевике в гостевой / основной роли | Эйден Лонгворт            | Номинация | [ 105 ]    |
| 2016 | The Joey Awards | Юный актёр в ТВ-боевике в гостевой / основной роли | Кори Грютер-Эндрю         | Номинация | [ 105 ]    |
| 2016 | The Joey Awards | Юный актёр в ТВ-боевике в гостевой / основной роли | Митчел Куммен             | Победа    | [ 105 ]    |
| 2016 | The Joey Awards | Юный актёр на ТВ в повторяющейся роли. 6-9 лет     | Кифер О’Рейли             | Победа    | [ 105 ]    |

## Издание на DVD и Blu-Ray
| Сезон | Дата выхода на DVD/Blu-ray | Дата выхода на DVD/Blu-ray | Дата выхода на DVD/Blu-ray | Информация о релизе                                                                                                |
| Сезон | Регион 1/A                 | Регион 2/B                 | Регион 4/C                 | Информация о релизе                                                                                                |
| ----- | -------------------------- | -------------------------- | -------------------------- | --- |
| 1     | 23 августа 2016 года       | 29 августа 2016 года       | 31 августа 2016 года       | Издания включали в себя короткометражные серии, удалённые сцены, неудавшиеся дубли и основные моменты с Комик-кона |

## Расширенная вселенная
В мае 2015 года Рене появилась в качестве камео в финальном эпизоде первого сезона телесериала «Флэш», а в первой половине второго стала периодическим персонажем. В июле 2015 года Гуггенхайм раскрыл, что в первых эпизодах четвёртого сезона «Стрелы» будет рассказано о воскрешении Сары Лэнс, а восьмые эпизоды сезона и второго сезона «Флэша» станут единым кроссовером, который представит вниманию зрителей остальных персонажей «Легенд завтрашнего дня». В четвёртой серии второго сезона «Флэша» появился Франц Драмех, сыгравший Джефферсона «Джекса» Джексона, новую вторую часть Огненного шторма. В кроссоверах дебютировали Крамп, Хенчель и Джеймс . В ноябре 2016 года команда Легенд присоединилась к другим основным персонажам Вселенной Стрелы в серии кроссоверов «Вторжение!», в которой также появилась Мелисса Бенойст в гостевой роли Кары Зор-Эл / Кары Дэнверс / Супергёрл.